# جانی گیتار
جانی گیتار (به انگلیسی: Johnny Guitar) فیلمی در ژانر وسترن به کارگردانی نیکلاس ری و با بازی جوآن کراوفورد، استرلینگ هایدن و مرسدس مک کمبریج است که در سال ۱۹۵۴ منتشر شد. این فیلم اقتباسی از رمانی به همین نام نوشتهٔ روی چنسلر است.

## خلاصه داستان
وینا صاحب یک کافه و زمین‌های اطراف آن، منتظر ورود راه‌آهن است تا املاکش را به قیمت کلان بفروشد. چهره‌های با نفوذ و بزرگان شهر به سرکردگی اما اسمال (مرسدس مک کمبریج) که از وینا خوشش نمی‌آید، قصد بیرون راندن او از آن منطقه را دارند و وینا نیز برای ایستادگی و مقاومت در برابر این جماعت خشمگین از جانی گیتار (استرلینگ هایدن) محبوب دوران قدیمش، طلب کمک می‌کند. درچنین شرایطی وتا پیش از آمدن جانی گیتار به عنوان یک حامی و تکیه گاه، وینا ناچار است برای حفظ استقلال و محافظت از موقعیت و جایگاهش درمنطقه از احساسات زنانه اش چشم بپوشد و در ردای یک وسترنر اسلحه به کمر ببندد.